# Pablo Paz
Pablo Paz (Bahía Blanca, 27 de gener de 1973) és un futbolista argentí, que ocupa la posició de defensa.
Va destacar al Newell's Old Boys del seu país. Després va jugar al Banfield, al CD Tenerife i Reial Valladolid de la lliga espanyola i Everton FC de l'anglesa, entre d'altres. Des del 2005 milita en equips de divisions inferiors espanyoles.
Va ser 22 vegades internacional amb la selecció argentina. Amb el seu país va guanyar la medalla d'argent dels JO d'Atlanta 1996 i l'or als Jocs Panamericans de 1995. També va formar part del combinat del seu país que va acudir al Mundial de 1998.